# Kovilpatti
Kovilpatti är en stad i den indiska delstaten Tamil Nadu, och tillhör distriktet Thoothukkudi. Folkmängden uppgick till 95 057 invånare vid folkräkningen 2011.